# Fallout 76
Fallout 76 is een multiplayer-actierollenspel ontwikkeld door Bethesda Game Studios. Het spel wordt uitgegeven door Bethesda Softworks en kwam op 14 november 2018 uit voor de PlayStation 4, Windows en de Xbox One. Het is het negende spel in de Fallout-serie en is de opvolger van Fallout 4.
Het spel werd voor het eerst officieel aangekondigd op 30 mei 2018 met een trailer.

## Gameplay
In tegenstelling tot de andere spellen in de Fallout-serie, moeten spelers constant online zijn om Fallout 76 te kunnen spelen. 24 Spelers kunnen gelijktijdig spelen op dezelfde spelwereld. Verder komen in dit spel non-player characters voor en robots, en alle andere personages zijn daadwerkelijke spelers. Spelers kunnen alleen of met een groep tot vier spelers spelen. Spelers kunnen communiceren met elkaar door gebruik te maken van een microfoon en geïntegreerde emotes waarbij de speler via het spelkarakter uiting kan geven (begroeten, ja en nee, ruilen).
Een van de meest karakteristieke elementen uit de Fallout-reeks, V.A.T.S. (Vault-Tec Assisted Targeting System), heeft in dit spel een compleet andere uiting gekregen. Waarbij in vorige spellen de wereld in slow motion doorliep (Fallout 4) of kon worden stilgezet (alle eerdere voorgaande spellen) is dat in dit spel niet meer mogelijk, omdat het spel te allen tijde online is. Het spel richt nu geheel automatisch op een doelwit waarbij het een percentage berekent voor de trefkans. De implementatie en praktische werking hiervan zijn controversieel.
Spelers moeten nu ook constant hun voeding en hydratatie in de gaten houden om verhongering en/of uitdroging te voorkomen. Dit spelelement was voorheen voorbehouden aan een hard core-element van Fallout 4 en Fallout: New Vegas, maar maakt nu standaard deel uit van het spel.
Voor spelers is het nu ook mogelijk om (bijna) overal in de spelwereld een kleine basis te bouwen, waarin spelers kunnen koken voor hun spelkarakter, uitrustingen kunnen creëren en repareren en bouw- en productiematerialen kunnen opslaan. Iedere speler beschikt over een C.A.M.P of Construction and Assembly Mobile Platform waaruit ze deze basis kunnen opbouwen.
Wapen- en uitrustingdegradatie keren in deze game terug na afwezigheid in Fallout 4. Spelers moeten de conditie van hun wapens en uitrusting bijhouden om te voorkomen dat ze kapot gaan.
De open wereld van het spel is ongeveer viermaal groter dan die van Fallout 4. Youtube-kanaal The Game Theorists heeft berekend dat de spelwereld 29,7 km² is.

## Release
Het spel werd niet goed ontvangen door de pers. Al in de eerste week na release zakte de prijs met gemiddeld zo'n 20 euro. Vele recensenten beoordeelden de game voornamelijk negatief, en spelers uitten ook hun ongenoegen met de kwaliteit tijdens de eerste dagen na de uitgave. De gemiddelde beoordeling van recensenten steeg na verloop van tijd iets tot een 5.3.
Om de aanwezige problemen in het spel te bestrijden, gaf Bethesda op de eerste dag na uitgave een update uit voor de game. Deze zogenoemde patch was groter dan de originele game aanvankelijk was. Na deze patch verbeterde de stabiliteit van het spel, maar andere problemen bleven bestaan of werden verergerd.

### Power Armor Edition
Kopers konden van tevoren verschillende edities van het spel bestellen, onder andere de Power Armor Edition. In deze 200 euro kostende versie kreeg men het spel in een stalen hoesje met unieke afbeelding, een draagbare helm met stemvervormer en lamp, kaart van de spelwereld, actiefiguurtjes en een draagtas voor de eerder genoemde helm. Rondom deze tas ontstond commotie toen bleek dat de tas niet van het beloofde canvas was gemaakt, maar van dun nylon. In promotiemateriaal werd duidelijk geadverteerd dat de tas van robuust canvas zou zijn gemaakt. Omdat kopers uitgingen van een canvas tas, en een tas van inferieure kwaliteit ontvingen, ontstond er commotie.
Om de gemoederen tot bedaren te brengen reageerde Bethesda op Twitter, twee weken na de uitgave van het spel. In het bericht beloofde Bethesda om gedupeerde spelers 500 ATOMs (een betaalmiddel voor de geïntegreerde online winkel) te geven. Hierop ontstond ook een volgende controverse; de 500 ATOMs zijn te vergelijken met een waarde van 5 euro, en dekt het waardeverschil tussen de canvas en nylon tas nauwelijks.

### Data-lek
De handreiking van Bethesda was voor veel klanten niet groot genoeg, en mensen eisten hun beloofde canvas tas. Bethesda gaf hier reactie op door op hun ondersteuningspagina op hun website het mogelijk te maken voor gedupeerde klanten om een canvas tas na te laten leveren. Deze oplossing verliep echter problematisch toen bleek dat persoonlijke informatie van gedupeerde klanten eenvoudig kon worden ingezien. Een aantal Reddit-gebruikers brachten dit lek aan het licht, net als een Twitter-gebruiker. Dit data-lek werd snel verholpen.

### Levertijd
Nadat gedupeerde klanten hun aanvraag hadden ingediend, bracht Bethesda naar buiten dat de tassen een verwachte levertijd hebben van vier tot zes maanden. Over deze levertijd ontstond wederom opnieuw een controverse toen bleek dat genodigden voor een exclusieve bijeenkomst van Bethesda een canvas tas hadden ontvangen als geschenk.

### Atomic Shop
De Atomic Shop is de geïntegreerde online winkel van het spel waarin kledingstukken, tatoeages, kapsels, avatariconen en meer kunnen worden gekocht voor het spelkarakter met ATOMs (virtueel geld). ATOMs kunnen op twee verschillende manieren worden bemachtigd: door het voltooien van uitdagingen in het spel en door het kopen van dit virtuele geld in de online winkel. De prijzen in de Atomic Shop zijn dermate hoog dat vele recensenten en spelers moeite hebben om de aankoop van ATOMs en de winkelprijzen te rechtvaardigen. Rond Kerst 2018 was het mogelijk om de Comin' to town-bundel te kopen waarin de spelers in de huid konden kruipen van de kerstman of -vrouw. Deze set kostte 2000 ATOMs, wat ongeveer gelijk is aan 20 euro. Hiermee kostte een virtuele bundel maar liefst een derde van de originele verkoopprijs van het basisspel. Hierbij vermeldde de online winkel dat de bundel was afgeprijsd: van 3000 ATOMs naar 2000 ATOMs. Dit was feitelijk onjuist omdat dit de eerste keer was de bundel werd aangeboden en niet vast te stellen valt hoeveel deze virtuele producten waard zijn.
Het verdienen van ATOMs gaat langzaam, omdat het spel bepaalt welke uitdagingen leiden tot een beloning in ATOMs. Deze uitdagingen kunnen veel tijd in beslag nemen of nagenoeg onmogelijk zijn voor de meeste spelers. Het kopen van ATOMs wordt daardoor de enige manier om in een acceptabele tijd deze te bemachtigen. Het kopen van ATOMs kan door het kiezen van vier bundels met elk hun eigen verkoopprijs en uitkering in ATOMs. Omdat de prijzen van producten soms niet overeenstemmen met de grootte van een bundel, zorgt dat ervoor dat spelers meer ATOMs moeten kopen dan dat ze willen uitgeven.

### Koelkast en grondstofverzamelrobot
Als deel van patch 13 presenteerde Bethesda dat koelkasten en een grondstofverzamelrobot toegevoegd gaan worden. De koelkasten kunnen door spelers in hun C.A.M.P. gebouwd worden, waarna hierin geplaatste voedselproducten 50% minder snel verrotten. Dit spelobject kan alleen worden gekocht in de Atomic Shop voor 700 ATOMs.
Verder werd ook een grondstofverzamelrobot toegevoegd als spelobject. Deze is te koop voor 500 ATOMs. Echter bleek na analyse van Reddit-gebruiker alfiearmadillo dat in een trailer de robot te zien is, wat suggereert dat dit spelobject geschrapt is en later weer is toegevoegd om consumenten te laten betalen.

## Fallout Classic Collection
Op 22 december 2018 twitterde Bethesda dat iedere speler, ongeacht het platform waarop men de game speelt, in aanmerking komt voor een kopie van de Fallout Classic Collection.